# Jean-Baptiste Matho
Jean-Baptiste Matho (1660 - Versalles, 1746) fou un compositor francès.
Fou cantor de la capella de Lluís XIV i mestre de cor dels infants d'aquesta capella.
Va compondre per les festes de la duquessa del Maine: Philémon et Baucis (1703), Le prince de Catay (1704, La Tarentole (1705), i l'opera Arion (1714), que assolí un èxit mitjà.